# Uptown Special
Uptown Special – czwarty album studyjny brytyjskiego producenta muzycznego Marka Ronsona, wydany w styczniu 2015 przez Columbia Records. Płytę zadedykował Amy Winehouse. W Polsce album uzyskał status złotej płyty.

## Lista utworów
| 1.  | "Uptown's First Finale" featuring Stevie Wonder & Andrew Wyatt      | 1:38  |
|     |                                                                     |       |
| 2.  | "Summer Breaking" featuring Kevin Parker                            | 3:07  |
|     |                                                                     |       |
| 3.  | "Feel Right" featuring Mystikal                                     | 3:42  |
|     |                                                                     |       |
| 4.  | "Uptown Funk" featuring Bruno Mars                                  | 4:29  |
|     |                                                                     |       |
| 5.  | "I Can't Lose" featuring Keyone Starr                               | 3:16  |
|     |                                                                     |       |
| 6.  | "Daffodils" featuring Kevin Parker                                  | 4:58  |
|     |                                                                     |       |
| 7.  | "Crack in the Pearl" featuring Andrew Wyatt                         | 2:25  |
|     |                                                                     |       |
| 8.  | "In Case of Fire" featuring Jeff Bhasker                            | 4:33  |
|     |                                                                     |       |
| 9.  | "Leaving Los Feliz" featuring Kevin Parker                          | 4:18  |
|     |                                                                     |       |
| 10. | "Heavy and Rolling" featuring Andrew Wyatt                          | 3:57  |
|     |                                                                     |       |
| 11. | "Crack in the Pearl, Pt. II" featuring Stevie Wonder & Jeff Bhasker | 2:16  |
|     |                                                                     |       |
|     |                                                                     | 38:39 |
|     |                                                                     |       |